# Лерозолі Політехнік (футбольний клуб)
Футбольний клуб «Лерозолі Політехнік» або просто «Лерозолі Політехнік» (англ. Lerotholi Polytechnic Football Club) — футбольний клуб з міста Масеру. Найстаріший футбольний клуб країни.

## Історія
Футбольний клуб «Лерозолі Політехнік» було засновано в 1906 році в місті Масеру та названо на честь столичного навчального закладу, який було створено за часів правління короля Лерозолі II.
Це одна з найстаріших футбольних команд Лесото, але, незважаючи на це, вони ніколи не вигавали національний чемпіонат у вищому дивізіоні, в якому останнього разу виступали в сезоні 2010/11. За свою історію клуб лише одного разу переміг в національному кубку. Починаючи з сезону 2014/15 років клуб виступає у Північній групі А-Дивізіону Лесото. 
В 1997 році Кубку володарів кубків КАФ, де команда поступилася в першому раунді представнику Замбії Нчанга Рейнджерс.

## Досягнення
- Кубок Лесото
  -  Володар (1): 1996[4]
  -  Фіналіст (1): 2000

- Прем'єр-ліга
  -  Срібний призер (1): 2001/2002 (як «Фокозі»)[5]

## Статистика виступів на континентальних турнірах
| Сезон | Турнір                     | Раунд      | Клуб             | Вдома | На виїзді | Загалом |
| ----- | -------------------------- | ---------- | ---------------- | ----- | --------- | ------- |
| 1997  | Кубок володарів кубків КАФ | Попередній | Тауншип Роллерз  | 2-0   | 0-1       | 2-1     |
| 1997  | Кубок володарів кубків КАФ | 1          | Нчанга Рейнджерз | 0-1   | 0-5       | 0-6     |